# Eustrotia papillata
Eustrotia papillata är en fjärilsart som beskrevs av Barend J. Lempke 1949. Eustrotia papillata ingår i släktet Eustrotia och familjen nattflyn. Inga underarter finns listade i Catalogue of Life.